# Damat Ferit Paixà
Damat Ferit Paixà— Damat Ferid Paşa (turc)— (Istanbul, 1853-Niça, 6 d'octubre de 1923) fou un gran visir otomà. Era fill de Hasan Izzet, portant el nom de Mehmed Ferid. Va servir durant anys a diversos llocs diplomàtics subalterns i el 1886 es va casar amb Mediha, filla d'Abdul Hamid II i fou nomenat membre del consell d'estat i senador, rebent el grau de paixà, i fou conegut llavors com a Damat Ferid Paşa (Damad era un títol equivalent a "gendre funcionari").
Després de la derrota otomana a la I Guerra Mundial, va servir com a gran visir del sultà Mehmet VI (que era son cunyat) del 4 de març de 1919 al 2 d'octubre del mateix any, com a successor d'Ahmed Tevfik Paşa. No va aconseguir condicions toves de pau tot i acomodar-se als desitjos de les potències; va tractar de reprimir el moviment nacionalista de Mustafà Kemal a l'Àsia Menor sense èxit i sota pressió nacionalista va dimitir i va pujar al poder el més popular Ali Riza Pasha.
Ocupada Istanbul pels aliats, fou altre cop gran visir del 5 d'abril de 1920 al 21 d'octubre del mateix any en comptes de Salih Pasha; va fer emetre diverses fatwes contra els nacionalistes signades pel Xaikh al-Islam Dürrizade Abd Allah, i va enviar tropes a l'Àsia Menor. El 10 d'agost de 1920 va signar el tractat de Sevres, però davant la creixent influència dels nacionalistes va dimitir. El va substituir Ahmed Tevfik Paşa.
El setembre de 1922 va marxar de Turquia i es va exiliar a Niça on va morir uns mesos més tard.